# جک دورینگتون
جک دورینگتون (انگلیسی: Jack Dorrington; مهٔ ۱۸۸۱ – ۹ ژانویهٔ ۱۹۴۴ ) بازیکن فوتبال اهل بریتانیا بود.
از باشگاه‌هایی که در آن بازی کرده‌است می‌توان به باشگاه فوتبال وست برومویچ آلبیون، باشگاه فوتبال کیدرمینستر هاریرس، و باشگاه فوتبال بیرمنگام سیتی اشاره کرد.